# Lepołaty (okręg wileński)
Lepołaty (lit. Liepalotai; pol. hist. Leopałaty) – wieś na Litwie, w okręgu wileńskim, w rejonie wileńskim, w gminie Niemenczyn.

## Historia
W dwudziestoleciu międzywojennym dwa zaścianki leżące w Polsce, w województwie wileńskim, w powiecie wileńsko-trockim, w gminie Niemenczyn. W 1931 miejscowość liczyła:
- Lepołaty I – 13 mieszkańców, zamieszkałych w 2 budynkach,
- Lepołaty II – 21 mieszkańców, zamieszkałych w 5 budynkach[1].

Po II wojnie światowej w granicach Związku Sowieckiego. Od 1991 na niepodległej Litwie.